# Виконкомівська вулиця (Дніпро)
Виконкомівська вулиця — вулиця на сході Половиці у Соборному районі міста Дніпро.
Вулиця крива, розташована, під Горою, з невеликим похилом угору від вулиці Шевченка до кінця.
Довжина вулиці — 1300 м. з Кельнським бульваром і 1200 м — без.

## Історія
Вулиця є на генеральному плані Івана Старова, як існуюча вулиця Половиці. Вулиця вела й була частиною катеринославської Єврейської слободи.
Найдавніша відома назва — Заводська вулиця.
Згодом носила назву — Управська вулиця за розташуванням міської управи Катеринослава на розі Управської та Великого проспекту (тепер проспект Яворницького).

З приходом радянської влади органом керування містом стала міська рада робітників й селян, а її виконавчим органом — Катеринославський виконавчій комітет міської ради, що залишався у тому ж будинку, що й попередня Катеринославська міська управа. Тому 1923 року за рішенням президіуму Катеринославського Губвиконкому вулиця змінила назву на її радянський відповідник.
У 2015 році розглядалося перейменування вулиці на Єрусалимську.

### Кельнський бульвар
У зв'язку з введенням у дію центрального мосту у 1966 році різко зросло навантаження на перехрестя Виконкомівської та Барикадної з проспектом Дмитра Яворницького (тодішня назва проспект Карла Маркса). Після перехрестя проспект іде різко вгору, тому для подолання руху угору необхідна відстань, я також для зупинки транспорту з Гори необхідна рівніша ділянка дороги. Тому рух було припинено у 1970-их роках через перетворення кварталу Виконкомівської між проспектом і Шевченківською вулицею на пішохідну зону. У кінці 1980-их років, наслідуючи досвід московського пішохідного Арбату з'явилася концепція зі створення Катеринославського бульвару.
У 2004 році міська влада звернулася до громадськості про назву площі пішохідної ділянки Виконкомівської вулиці між проспектом й Шевченківською вулицею, яка, як вважається, зголосилася за назву Катеринославський бульвар.
20 грудня 2023 року Дніпровська міська рада перейменувала Катеринославський бульвар на Кельнський бульвар, на честь міста-побратима Кельна.

## Перехресні вулиці
Виконкомівська вулиця є продовженням Барикадної вулиці, що розташована на іншій, північній стороні проспекту Яворницького.
- проспект Яворницького,
- вулиця Шевченка,
- вулиця Паторжинського,
- Старокозацька вулиця,
- Павлодарський провулок,
- Іртиський провулок,
- вулиця Святослава Хороброго,
- Виконкомівський провулок,
- Бородинська вулиця.

## Будівлі
- № 10а — сучасний Дніпропетровський обком КПУ,
- № 14 — історична будівля у плані паралелограма,
- № 22/24 — 20-поверховий житловий комплекс «Чкаловський» з загальною площею 30985 м²[6].

## Світлини

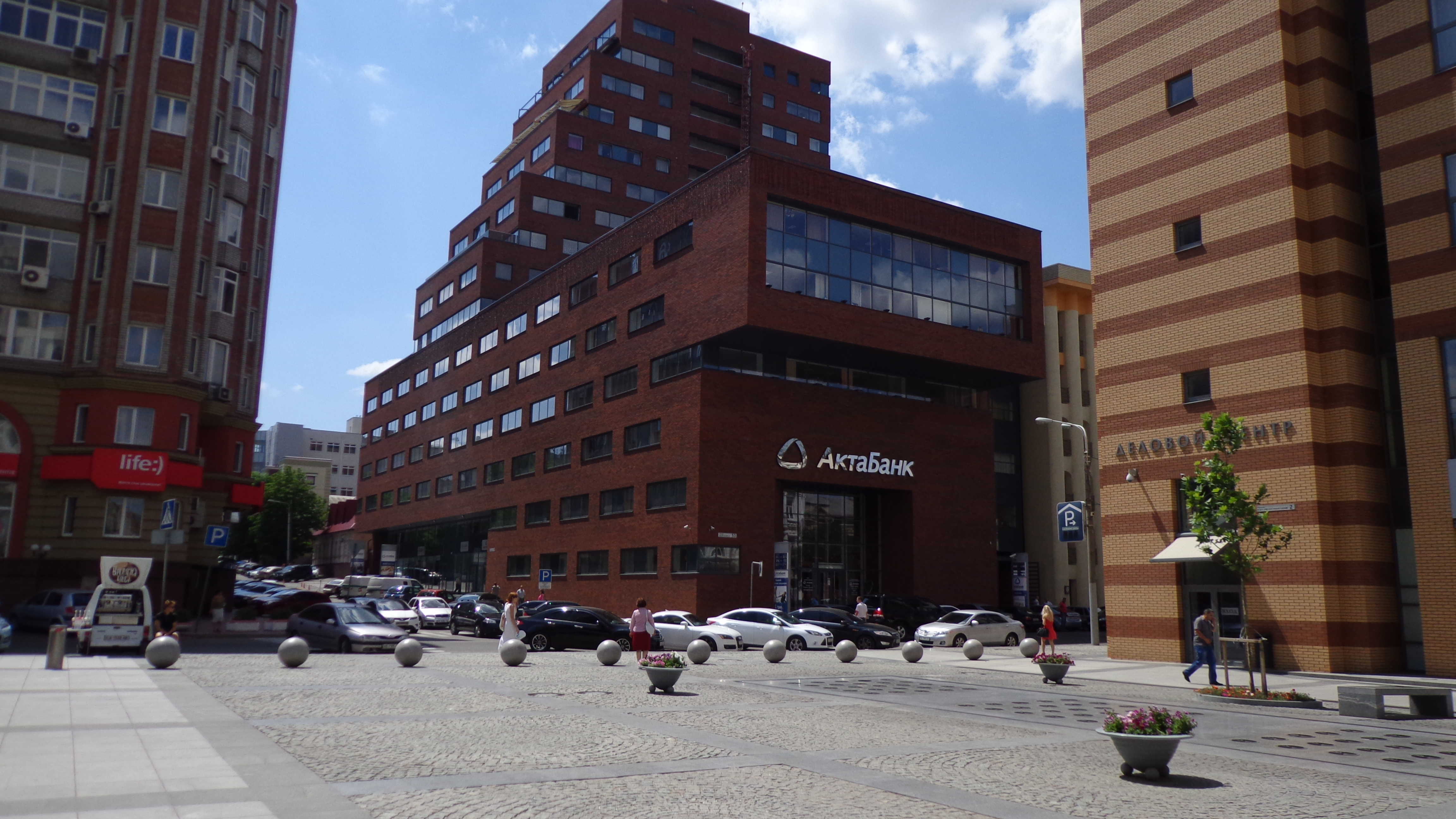
Краєвид з Кельнського бульвару, вулиця йде угору від перехрестя з вулицею Шевченка
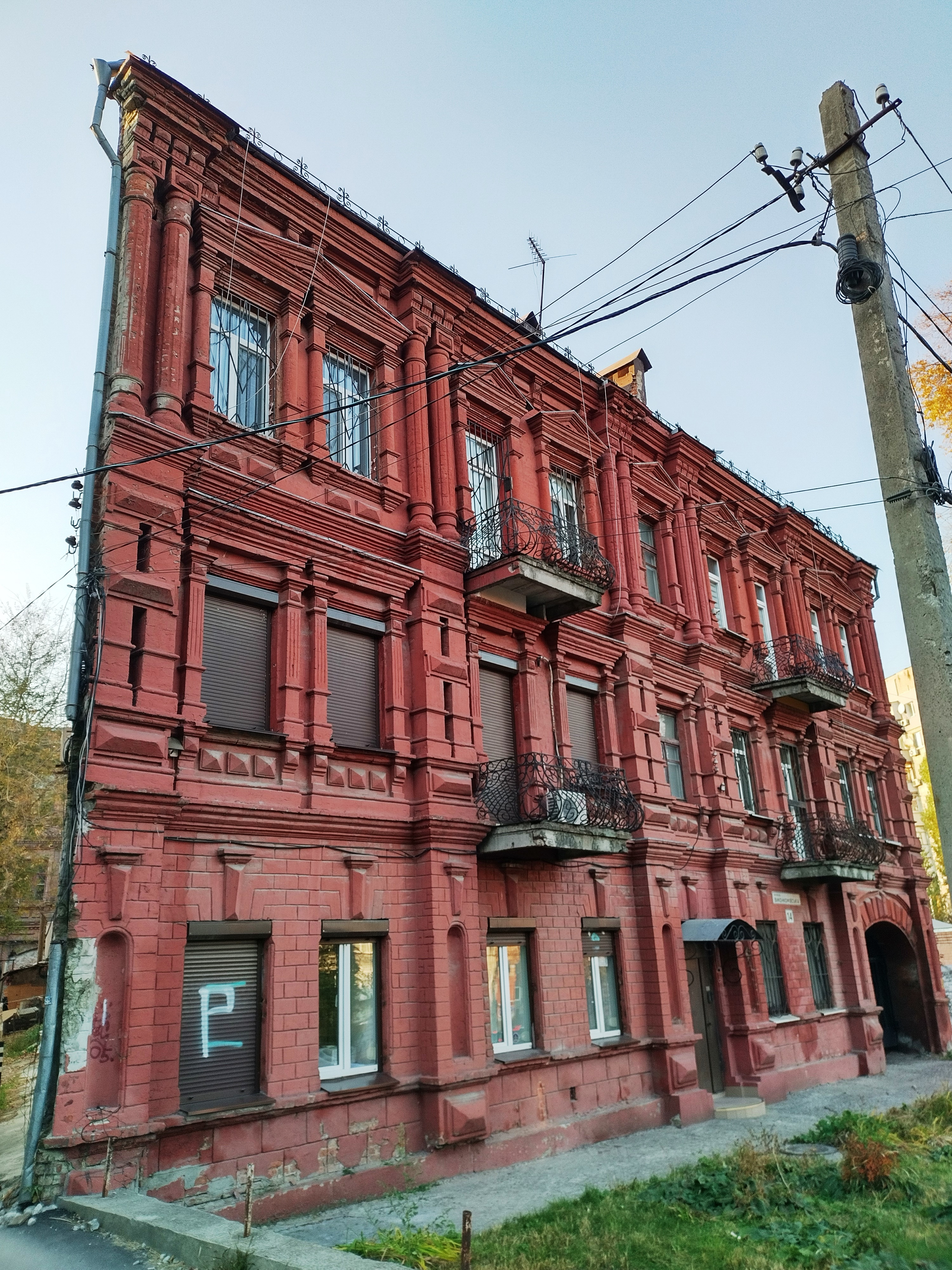
Вулиця Виконкомівська, 14
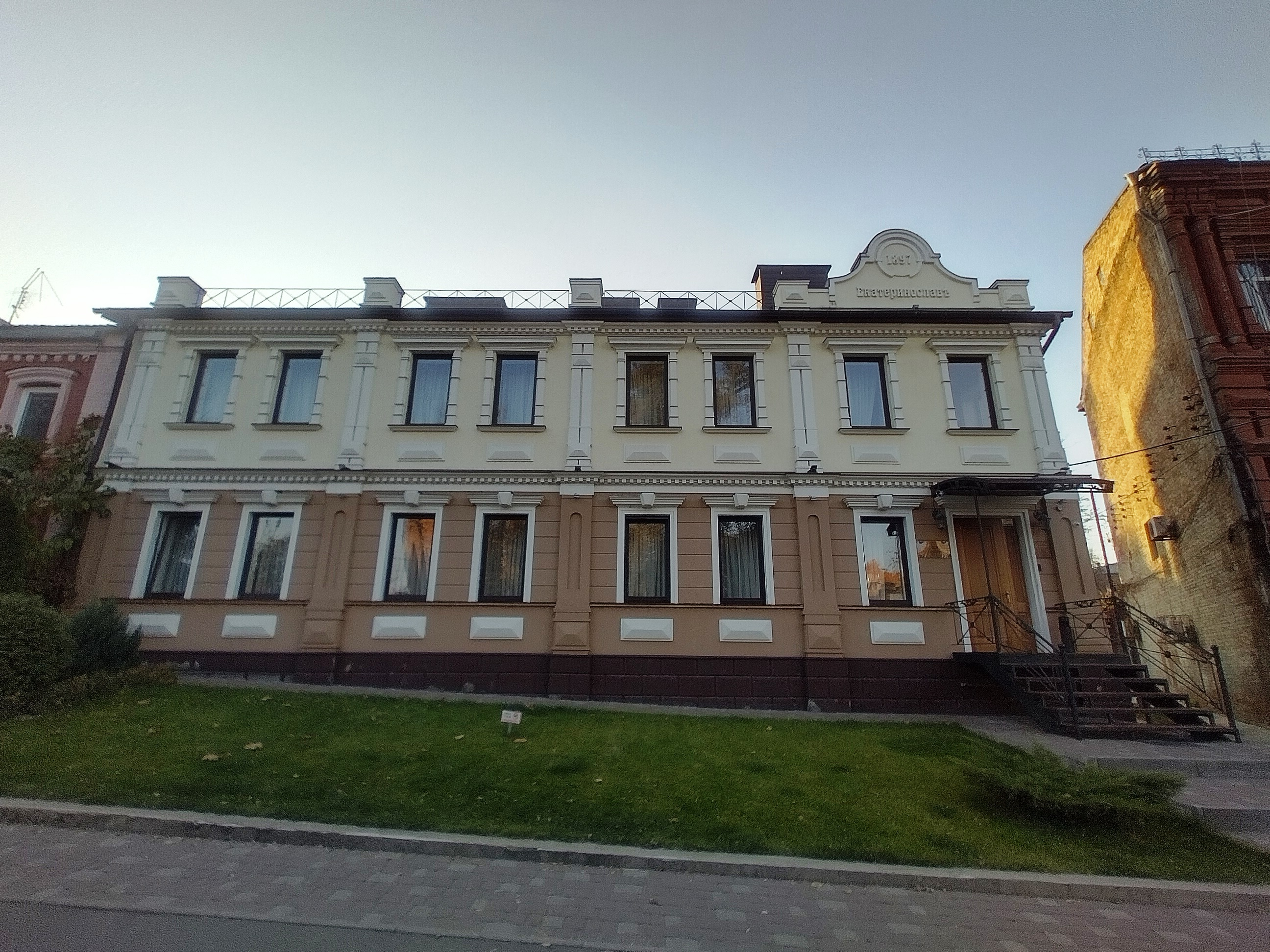
Вулиця Виконкомівська, 16-А